# آن جيلز
آن جيلز (بالإنجليزية: Ann Gillis)‏ هي ممثلة أمريكية وبلجيكية، ولدت في 12 فبراير 1927 في الولايات المتحدة، وتوفيت في 31 يناير 2018 في المملكة المتحدة.

## أعمال

### أفلام
- (1936) زيجفيلد العظيم
- (1942) بامبي[5]
- (1944) منذ أن رحلت
- (1968) ملحمة الفضاء[6][7]

## وصلات خارجية
- آن جيلز على موقع IMDb (الإنجليزية)
- آن جيلز على موقع روتن توميتوز (الإنجليزية)
- آن جيلز على موقع ألو سيني (الفرنسية)
- آن جيلز على موقع أول موفي (الإنجليزية)
- آن جيلز على موقع قاعدة بيانات الأفلام السويدية (السويدية)
- آن جيلز على موقع قاعدة بيانات الفيلم (الإنجليزية)
- آن جيلز على موقع كينوبويسك (الروسية)